# Roberto Moreno (Schiedsrichter)
Roberto Moreno Salazar (* 3. März 1970) ist ein panamaischer Fußballschiedsrichter.
Moreno Salazar war zur Fußball-Weltmeisterschaft 2014 in Brasilien als Unterstützungsschiedsrichter nominiert und bei vier Partien als Vierter Offizieller eingesetzt worden. Internationaler Schiedsrichter ist er seit 1996.